# Chiesa della Madonna di Pompei (Vigevano)
La chiesa della Madonna di Pompei è un edificio religioso sito a Vigevano, in provincia di Pavia e diocesi di Vigevano.

## Descrizione e storia

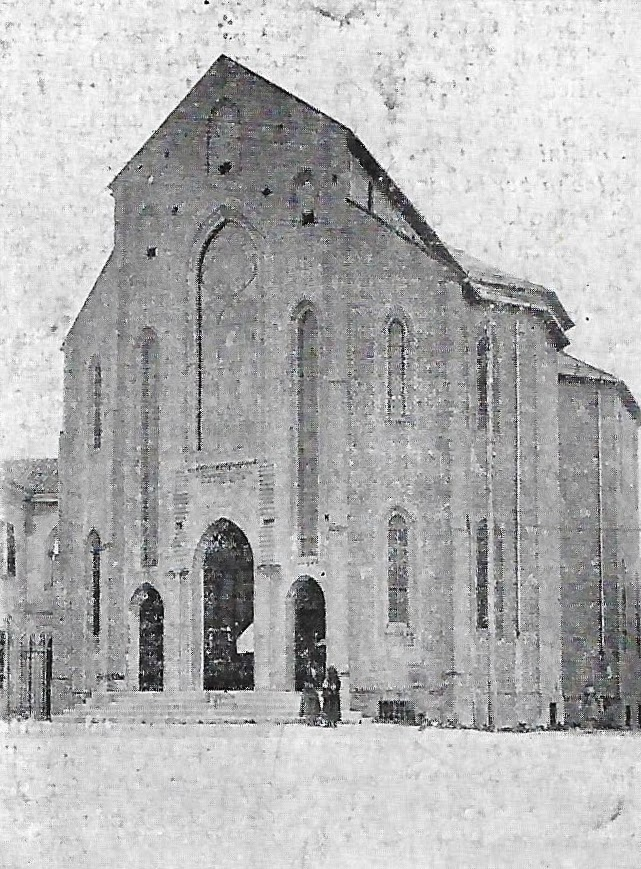
La chiesa nel 1930, prima degli interventi radicali sulla facciata.

La chiesa-santuario della Madonna di Pompei sorge sul lato ovest di piazza Volta. La devozione alla Madonna di Pompei a Vigevano fu iniziata da don Ambrogio Ceriotti l'8 maggio 1897, usufruendo di uno stanzone adibito a deposito di legnami e a magazzino di calce nell'allora sobborgo della fiera, all'imboccatura dello stradale per Mortara. L'umile costruzione originaria, una chiesa molto più piccola dell'attuale, fu sostituita da una nuova la cui posa della prima pietra avvenne il 6 giugno 1920. L'attuale Santuario, ampio ed imponente, a tre navate, fu realizzato su disegno dell'ingegnere Spirito Maria Chiappetta di Milano, che si fece più tardi sacerdote, ed è fra tutte le sue opere, l'unica compiuta. La chiesa fu aperta al culto il 30 aprile 1922, essendo ancora in parte rustica e di costruzione non ultimata. Il completamento della facciata fu realizzato da Mons. Carlo Dell'Orbo, su progetto del medesimo architetto Mons. Chiappetta e inaugurato in questa bella forma d'arte la sera del 7 maggio 1940 con la benedizione del vescovo Mons. Giovanni Bargiggia.
Don Ceriotti morì nel 1925, ma già fin dal 1922 aveva chiesto ed ottenuto la collaborazione alla chiesa dei Padri Somaschi; questi vi rimasero fino a tutto il 1926 quando dovettero abbandonare Vigevano; fu allora officiato ad assumere la rettoria della chiesa don Carlo Dell'Orbo che incominciò la sua opera nel febbraio del 1927. Egli si mise subito in contatto con l'architetto Mons. Chiappetta, fece rimuovere tutti i cementi da cui il santuario era invaso e tutte le costruzioni posticce, e diede alle scalee, che ne costituiscono elemento distintivo dell'ingresso, il disegno voluto.
Su disegni dei pittori vigevanesi Luigi Bocca e Carlo e Casimiro Ottone, fu realizzata la decorazione interna con le immagini dei quindici misteri del Rosario (misteri della gioia, del dolore e della gloria). Vi compaiono le vetrate donate dai benefattori e rappresentanti figure di Santi.
La consacrazione della chiesa (1º maggio 1931) coincise con la ricorrenza del XV centenario della proclamazione della maternità divina di Maria Santissima nel Concilio di Efeso (431).
Negli anni successivi il fabbricato originale subì un pesante intervento architettonico, che diede all'esterno l'aspetto attuale. La facciata del fabbricato primitivo fu estesamente modificata, se non quasi completamente rifatta, fino a cambiarne radicalmente l'aspetto, in particolare con l'inserimento, come elemento più evidente dell'intervento, di un campanile frontale che svetta direttamente nel centro della facciata sulle scalee di accesso al santuario.
Annesso alla chiesa era il Pio Istituto dei derelitti, ora scomparso, aperto il 24 dicembre 1903, dotato di un'attiva scuola di tipografia. Sul sagrato della chiesa infine, al centro di una grande nicchia della facciata, si trova una statua bronzea di don Ceriotti, opera dello scultore Secchi (1926).
La chiesa è stata costruita sui ruderi di un'antica chiesa, un tempo dedicata a San Rocco.